# Citero
Citero (in greco antico: Κύθηρος o Κύθηρον?, Kýthēros o Kýthēron; nelle iscrizioni Κύθηρρος, traslitterato Kýthērros) era un demo dell'Attica situato probabilmente nella Paralia.
Strabone, citando Filocoro, afferma che Citero era una delle dodici città fondate in Attica dal mitico re di Atene Cecrope, e che in seguito Teseo aveva unito nella città di Atene.

## Collocazione
Riguardo alla sua collocazione, sono sorti vari dubbi. Secondo William Martin Leake, dato che Sfetto doveva in sua opinione occupare la metà settentrionale di quell'area, occupava l'estremità meridionale dell'Attica. Un altro studioso, Ross, ipotizzò che si trovasse invece vicino a Gargetto, basandosi su quanto detto da Pausania: egli scrive che le ninfe del fiume Citero a Elis si chiamassero Ionidi da Ion, figlio di Gargetto, che era migrato da Atene a Elis. David A. Traill lo colloca vicino a Poussi Kalojerou ma ciò risulta improbabile poiché Demostene afferma che era sito vicino a una città, in una zona boschiva.